# Lâu đài Arundel
Lâu đài Arundel (tiếng Anh: Arundel Castle) là một lâu đài thời trung cổ đã được khôi phục và tu sửa lại ở Arundel, Tây Sussex, Vương quốc Anh. Nó được xây dựng dưới triều đại của Vua Edward Người Tuyên xưng Đức tin và được hoàn thành bởi Roger de Montgomery. Lâu đài đã bị hư hại trong Nội chiến Anh và sau đó được tu sửa lại vào thế kỷ XVIII và XIX bởi Charles Howard, Công tước thứ 11 xứ Norfolk.
Kể từ thế kỷ XI, lâu đài là nơi ở của Bá tước xứ Arundel và Công tước xứ Norfolk. Đây là tòa nhà được xếp hạng cấp I.